# Musée de Bamougoum
Le musée de Bamougoum, également connu sous le nom de case patrimoniale de Bamougoum ou musée des calebasses de Bamougoum est un musée  communautaire de type ethnographique situé dans l'arrondissement de Bafoussam III, dans la région de l'Ouest Cameroun. Plus qu’un simple lieu d’exposition, ce musée aspire à rassembler et renforcer l’unité, tout en mettant en lumière l’identité et l’histoire du peuple Bamiléké à travers les générations.

## Histoire

### Débuts et projets
Le musée est inauguré en 2014. Il est situé dans l'arrondissement de Bafoussam III, dans la région de l'Ouest Cameroun. Sous le thème : les calebasses des chefferies, le projet de création du musée de Bamougoum s’inscrit dans une démarche visant à préserver, valoriser et transmettre le riche patrimoine culturel du village. Initié par le chef du village, le Fon de Bamougoum, ce projet reflète l’importance accordée aux traditions et aux valeurs ancestrales, en offrant à la communauté et au public un espace dédié à la mémoire collective. 
L’idée de créer un musée à Bamougoum s’inscrit dans une démarche visant à préserver les éléments matériels et immatériels témoignant de l’histoire du village ainsi que des traditions bamiléké, mises à l’épreuve par les transformations sociales, culturelles et technologiques de notre époque. Face aux défis liés à la modernisation et aux influences extérieures, le chef de Bamougoum juge nécessaire de créer un espace dédié à la mémoire collective, afin de protéger et valoriser l’identité culturelle du village. Ce projet répond également à une volonté de transmission intergénérationnelle, dans un contexte où les pratiques ancestrales sont de moins en moins accessibles aux jeunes. En offrant un cadre propice à la découverte et à la compréhension des racines culturelles, le musée se veut un pont entre le passé et le présent, contribuant ainsi à renforcer le respect et l’intérêt pour ce patrimoine unique.

### Missions
Le musée de Bamougoum a pour missions la préservation du patrimoine culturel et historique en ce sens qu'il a pour vocation de sauvegarder les éléments matériels et immatériels du patrimoine du village. Cela inclut la conservation d’objets traditionnels tels que des sculptures, vêtements, instruments de musique et autres artefacts illustrant l’histoire et les traditions du peuple bamiléké. Le projet de musée permet de documenter le patrimoine Bamougoum afin qu’il soit transmis aux générations futures.  La mission du musée se décline en quatre axe principaux : 
La valorisation des coutumes et traditions ancestrales car riche en pratiques culturelles et rituelles:  le peuple Bamougoum propose, à travers son musée, un espace dédié à la découverte de ses traditions. Les coutumes locales, cérémonies, danses et pratiques artisanales sont mises en lumière grâce à des expositions permanentes et des événements ponctuels, accessibles tant aux visiteurs locaux qu’étrangers. 
La transmission Intergénérationnelle: le musée ici à une mission éducative en offrant un cadre propice à l’apprentissage des jeunes générations. Il a pour ambition de renforcer leur lien avec leur histoire et de consolider leur identité culturelle, tout en favorisant un sentiment de fierté envers leurs racines. 
Le renforcement des liens avec la diaspora : pour les membres de la diaspora de Bamougoum résidant à l’étranger, le musée se veut un lieu de connexion symbolique avec leurs origines. Cet espace offre une opportunité de maintenir un lien vivant avec leur patrimoine culturel et de se reconnecter à leur terre d’origine. 
La promotion du tourisme culturel et développement local: en plus de ses dimensions culturelle et éducative, le musée de Bamougoum représente un atout pour le développement économique local. En attirant des visiteurs nationaux et internationaux, il contribue à valoriser le village et à encourager le tourisme culturel générant ainsi de nouvelles opportunités pour les habitants tout en mettant en avant la richesse du patrimoine camerounais.

### Acquisitions, mise en œuvre et lancement
Ce musée bénéficie d’un processus d’acquisition minutieux pour rassembler des objets représentatifs du patrimoine matériel et immatériel du peuple Bamougoum. Parmi ces acquisitions figurent des sculptures, des vêtements traditionnels, des instruments de musique, et des artefacts rituels. Ces objets, soigneusement sélectionnés, témoignent de la richesse culturelle et historique de la région. 

## Administration
Le musée de Bamougoum, rataché à la chefferie est administré par le chef Bamougoum Moumbé Fotso. Il est présidé par Roger Tafam, super maire de la ville de Bafoussam. 

## Architecture et organisation de l'espace

### Architecture
Le musée est construit sous la forme d'une calebasse qui est un élément particulier dans la culture Bamougoum. Ce village de l'Ouest fait partie des zones a forte production des calebasses. Elles sont comme en pays bamoun un élément de puissance tant sur le plan physique que spirituel. Le musée des calebasses est revendicateur, il traduit une relation d'interdépendance entre le peuple et la calebasse. La sacralité de cet objet est la thématique majeure du musée.

## Aspects techniques, équipements et services
Le musée de Bamougoum propose une variété d’attractions complémentaires, notamment les cérémonies culturelles biennales du Nkang, moments forts de la tradition locale . Le Ngoungouong, site où une pierre mystérieuse émerge de la terre tous les deux ans pour marquer le début de la cérémonie du Nekang. La grotte sacrée de Nde’Nekang’Sang, également appelée « la grotte qui parle », lieu empreint de spiritualité . La chute de la Metché, un espace de recueillement et de pratiques rituelles, dédié à honorer la mémoire des martyrs de l’indépendance et de leurs descendants. Le sanctuaire Notre-Dame de Doumelong, consacré à  Marie, haut lieu de pèlerinage de la région de l’Ouest, attirant chaque année des milliers de fidèles, particulièrement à la veille de la fête de Pâques. 

## Collections
Pour promouvoir et valoriser la richesse culturelle du peuple bamougoum, le musée de Bamougoum abrite une remarquable collection d’œuvres et d’objets, parmi lesquels une centaine de calebasses utilisées pour différents usages :  culinaire, artistique ou initiatique. Ces dernières, exposées ou conservées en réserve, se distinguent notamment par leurs ornements prestigieux, tels que des décorations en perles et en cauris, symboles de l’artisanat et du savoir-faire traditionnel. 

### Expositions permanentes
Le musée de Bamougoum présente une exposition permanente originale dédiée aux calebasses, objets emblématiques aux fonctions à la fois culturelles et pratiques. Ce parcours immersif met en valeur une collection d’une centaine de calebasses, parmi lesquelles les plus remarquables se distinguent par leurs ornements en perles, en cauris ou en tissu traditionnel Ndop, symbolisant le raffinement et la richesse artistique des chefferies bamiléké.

### Expositions temporaires
Certains objets du musée ont été exposés lors des événements internationaux, comme l’exposition « Sur la Route des Chefferies du Cameroun. Du visible à l’invisible au Musée du quai Branly-Jacques Chirac en 2022.